# Grímur Kamban
Grímur Kamban (800-tallet) var efter færingesagaen den første landnamsmand på Færøerne. Sagaen fortæller:
Maður er nefndur Grímur kamban; hann byggði fyrstur manna Færeyjar. En á dögum Haralds hins hárfagra flýðu fyrir hans ofríki fjöldi manna; settust sumir í Færeyjum og byggðu þar, en sumir leituðu til annarra eyðilanda.
Grimur Kamban hed en mand, han bebyggede først Færøerne — i Harald Hårfagers dage. Der var dengang mange, som flygtede for kongens herskesyge, af hvilke nogle nedsatte sig på Færøerne og tog sig der bopæl, men nogle søgte til andre øde lande.
En fejl må have sneget sig ind i denne beretning — Harald Hårfager samlede Norge under sin krone omkring år 900, men man ved, at Grímur Kambans sønnesøn, Tórálvur Smør, deltog i en færd til Island allerede før 874, og landnamet må derfor sættes et halvt århundrede tilbage i tiden — omkring år 825, hvis sagaens oplysning om Grimur Kamban er rigtig.
Navnet Kamban menes at være af keltisk oprindelse, og det færøske sprog er iblandet enkelte keltiske ord. Men det færøske sprogs slægtskab med gammelt norsk sprog er umiskendeligt. De fleste forskere mener, at nybyggerne ikke er kommet direkte fra Norge, men snarere fra norske kolonier på keltisk område, måske Shetlandsøerne, Isle of Man, Hebriderne og Irland — derfra den keltiske påvirkning.
Man formoder, at Grímur Kamban bosattede sig i Funningur på Eysturoy. Funningur betyder fund.

## Ekstern henvisning
- FaroeStamps.fo: Landnám – Den færøske bosættelse Arkiveret 30. marts 2007 hos  Wayback Machine (public domain)